# أنافيسوس
أنافيسوس (Ανάβυσσος) هي مدينة في إقليم أتيكا في اليونان.
يبلغ عدد سكانها حوالي 10217 نسمة.